# Liste der Bodendenkmale in Wallstawe
In der Liste der Bodendenkmale in Wallstawe sind alle Bodendenkmale der Gemeinde Wallstawe und ihrer Ortsteile aufgelistet. Grundlage ist die Auflistung von Johannes Schneider aus dem Jahr 1986. Die Baudenkmale sind in der Liste der Kulturdenkmale in Wallstawe aufgeführt.
| Denkmal-ID | Fundart | Ortsteil  | Bezeichnung                                        | Zeitstellung | Lage                        | Bemerkungen | Bild |
| ---------- | ------- | --------- | -------------------------------------------------- | ------------ | --------------------------- | ----------- | ---- |
| ?          |         | Umfelde   | Landgraben                                         |              |                             |             |      |
| ?          |         | Wallstawe | Eingepflügter Burgwall „Niebitzburg“ („Burg Werl“) |              | westlich des Orts (Lage)    |             |      |
| ?          |         | Wallstawe | Überbaute Burganlage (Burg Wallstawe)              |              | Nordwestteil des Orts ()    |             |      |
| ?          |         | Wallstawe | Überbaute Burganlage „Burg Knesebeck“ („Bowall“)   |              | westliches Beckeufer (Lage) |             |      |